# Altneuland
Altneuland, en hébreu : אלטנוילנד (« Altneuland »), titre traduit en français sous différentes formes (Terre ancienne, Terre nouvelle, La Vieille Nouvelle Terre, etc..), est un roman utopique de Theodor Herzl, dans lequel, peu de temps après avoir écrit Der Judenstaat (1896) et fondé l'Organisation sioniste mondiale lors du congrès de Bâle (1897), il décrit l'État juif envisagé par le sionisme. 
Rédigé en allemand de 1899 à 1902, publié en Allemagne en 1902, ce livre est traduit en de nombreuses langues, dont l'hébreu en 1902, par Nahum Sokolow, sous le titre Tel Aviv (« Mont du printemps »), et le français en 1931, sous le titre Terre ancienne, Terre nouvelle.... 
Il s'agit d'un « roman de politique-fiction », dans lequel Herzl présente sa vision du retour des juifs sur la terre qu'ils ont quittée, la Terre d'Israël (Eretz Yishrael). Sur la couverture figure une phrase qui est devenue célèbre : « Si vous le voulez, ce ne sera pas un rêve ».  

## Titre et structure
Le 30 août 1899, Theodor Herzl écrit: « Aujourd’hui, au milieu des cahots de l’autobus, allant à Währing, le titre de mon roman sur Sion m’est venu : Alt-Neuland. Évoque le nom de l’"Altneuschul" de Prague. Ce titre deviendra célèbre. » Littéralement, on peut traduire ce titre par « Vieille nouvelle terre ». 
Le roman se divise en cinq livres de longueur plus ou moins égale: « Un jeune homme instruit et désespéré », « Haïfa 1923 », « Le Pays en fleurs », « Pessah », « Jérusalem ».  A leur tour, chacune de ces parties est divisée en six chapitres, également tous plus ou moins de longueur assez égale.  

## Résumé

### Bref synopsis
Le roman met en scène Friedrich Löwenberg, jeune juriste désabusé, qui accepte de quitter Vienne à tout jamais pour accompagner dans une île de l'Océan indien Kingscourt, un riche homme d'affaires qui subviendra à tous ses besoins matériels. Ils partent à la fin décembre 1902, et en route, ils font une escale en Palestine, où ils découvrent un pays dans un état misérable (Livre I). 
Malgré tout, les deux hommes reviennent en Europe vingt ans plus, tard, en 1923, et font une nouvelle escale en Palestine : le pays est totalement transformé, modernisé, florissant. En arrivant à Haïfa, ils rencontrent un jeune homme, David Littwak — le fils d'une famille juive de Vienne que Friedrich avait tiré de la misère noire juste avant son départ. Celui-ci a émigré avec ses parents et sa sœur dans la « Terre d'Israël », où il occupe des fonctions importantes. Il va servir de guide à Friedrich et à Kingscourt, leur faisant découvrir l'ancien-nouveau pays, son organisation et ses succès (Livre II à V).

### Livre I. Un jeune homme instruit et désespéré
L'action débute en 1902 à Vienne. Friedrich Löwenberg, est un juriste viennois juif de vingt-trois ans, désœuvré, qui connaît un chagrin d'amour et vit plutôt en marge de la société viennoise. Il est donc las de sa vie, en proie à la mélancolie qui touche les sociétés européennes au XIXe siècle, et il ne se voit pas d'avenir. Quand il lit une annonce signée « N. O. Body », dans laquelle un mystérieux personnage déclare chercher quelqu'un prêt à laisser derrière lui sa vie en Europe pour l'accompagner dans une aventure extraordinaire : partir vivre définitivement sur une île, à l'écart de la civilisation. Ce « nobody » est en fait un riche aristocrate, excentrique et misanthrope qui répond au nom de Kingscourt. Löwenberg se laisse séduire par la proposition et décide d'embarquer avec lui. 
Il accepte une somme de cinq mille gulden que lui propose Kingscourt, et qu'il remet aux Littwak, une famille juive dont il avait croisé le père et son fils de dix ans, David, alors qu'ils mendiaient. Avec eux vit encore, dans la sordide misère et un taudis insalubre, la mère et un bébé nouvellement, Miriam, qui vit dans une profonde misère. David lui dit qu'il va pouvoir étudier pour ensuite partir avec sa famille s'installer en « Erets Israël ». Et à Friedrich qui s'étonne : « En Palestine ? (...) Que veux-tu faire là-bas ? », l'enfant répond : « C'est notre pays. Là-bas nous pourrons vivre heureux. » Löwenberg leur laisse l'enveloppe avec l'argent et quitte précipitamment la maison, avant que la famille ait pu réaliser ce qu'il vient de faire.
Les deux hommes entament donc leur voyage, à destination d'une des îles Cook, proche de Rarotonga, dans l'Océan Pacifique. En chemin, ils font halte à Jaffa, se rendent à Jérusalem, et découvrent la Palestine, alors sous occupation ottomane, dans un état d'abandon, avec une terre guère cultivée et mise en valeur, et une faible population,.
Ils repartent après quelques jours et le 31 décembre 1902, ils empruntent le canal de Suez et entrent dans la mer Rouge. Ce soir-là, au cours d'une discussion sur ce qu'ils ont vu en Palestine, Kingscourt déclare à Friedrich : « "Vous autres Juifs [pourriez] la voie [pour faire un monde meilleur]. (...) Vous n'avez rien à perdre. Vous pourriez doter l'humanité d'un pays-laboratoire, là-bas, où nous étions, sur le sol ancien vous pourriez créer un pays nouveau. Le Pays ancien-nouveau." Friedrich n'entendit plus ces paroles qu'en rêve. Il s'était endormi. En rêvant, il traversa la mer Rouge en direction de l'avenir. » C'est sur ces mots que se terminent la partie.

### Livre II. Haïfa 1923
Le livre II s'ouvre sur une ellipse narrative de vingt ans, qui nous amène donc en 1923 : de ces années passées par Kingscourt et Friedrich sur leur île, le lecteur ne saura rien ou presque: Friedrich a été heureux là-bas, et il ne semble guère motivé à rentrer en Europe. Les deux hommes se sont complètement coupés du monde, et ne savent rien de ce qui s'y est passé. 
Le premier chapitre du livre commence par cette phrase : « Une nouvelle fois, le yacht de Kingscourt traversait la mer Rouge, mais en sens contraire. » Sur le pont, Kingscourt s'étonne du trafic cargo intense, là où, vingt ans plus tôt, il n'y avait que quelques paquebots. Mais cela laisse Friedrich de marbre, qui semble désabusé : « Tout m'est indifférent. Pendant ces vingt années, j'ai perdu tout intérêt pour ce qui n'est pas notre chère île ». Mais poussés par la curiosité, ils décident cependant de passer par la Palestine à nouveau, et le pays qu'ils vont alors découvrir est complètement transformé, habité par une population nombreuse qui forme une société cosmopolite florissante,.  
À peine sont-ils à terre, à Haïfa — une ville maintenant splendide, qu'un homme hèle Friedrich : c'est David Littwack, le fils de la famille qui a reçu l'argent de Friedrich. Il a maintenant le début de la trentaine, et il est devenu un des hommes importants de ce nouveau pays. Mais la famille n'avait pas oublié son bienfaiteur : leur maison s'appelle Friedrichsheim (« foyer de Friedrich ». Dans le reste du roman, David va servir de guide à Friedrich et à Kingscourt, leur faisant découvrir un pays complètement transformé ; il fait voir aux deux hommes les progrès qu'a connus l'humanité en vingt ans, et tout spécialement sur cette terre de Palestine, là où se trouve Sion qui unit les Juifs du monde : « Du pays ancien vous avez refait un pays nouveau ! murmura Friedrich »,.   
Dans ce premier contact avec la Palestine transformée, Herzl présente l'organisation politique, sous la forme d'un système appelé « Nouvelle Société », avec ses principaux ministères (Mer, Commerce, Travail, Enseignement, Électricité, Construction), et un système économique qui « représente un compromis entre l'individualisme et le collectivisme », capable de stimuler les citoyens grâce aux avantages de la propriété privée, « tout en lui donnant les moyens (...) de s'opposer à la suprématie du capitalisme ». De plus, « dans [cette] Nouvelle Société, les femmes ont les mêmes droits que les hommes ». Davide parle aussi à ses hôtes de quelques-uns des grands changements qui ont totalement transformé le pays, désormais placé sous le signe du progrès technique (trains électriques, journal parlant téléphonique, automobile, recherche en bactériologie), sans oublier la culture (théâtre, opéra). 

## Analyse
Publié six ans après le célèbre Der Judenstaat (« L’État des juifs »), il s'agit d'une fiction politique, une utopie sioniste dans laquelle Herzl met en scène le retour du peuple juif en Palestine. 

## Accueil
Ce livre est considéré comme la profession de foi, sous forme littéraire, des convictions de Herzl de retour en Terre d'Israël. Altneuland est pourtant reçu avec suspicion par certains courants de l'époque. Cette vision idyllique est notamment critiquée par Ahad Haam, Weizmann et Buber, mais défendu avec vigueur par Nordau. En fait cette controverse oppose le « sionisme culturel » au « sionisme politique ». Progressivement l'ouvrage devient le symbole de l'espoir que la délivrance du peuple juif n'est pas qu'une illusion, car, comme l'a écrit Herzl: « Si vous le voulez, ce ne sera pas qu'une légende. »

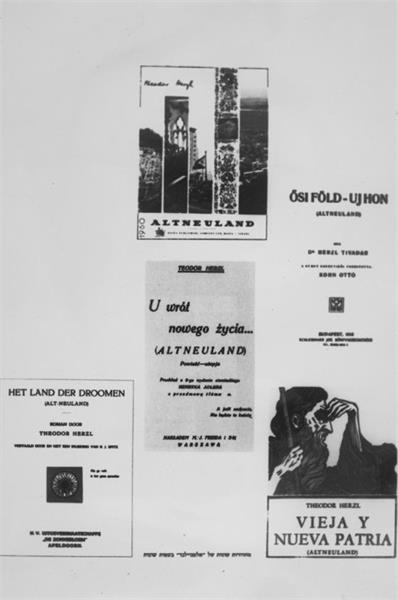
Couverture et titre du livre en différentes langues: gauche, néerlandais; milieu: allemand et polonais; droite: hongrois et espagnol.

#### Traductions
- Theodor Herzl (trad. de l'allemand par L. Delau et J. Thursz), Terre ancienne. Terre nouvelle... (Altneuland), Paris, PUF, 1931, 332 p.

- Theodor Herzl (trad. L. Delau et J. Tursz, précédé de « Retour à Altneuland: la traversée des utopies sionistes » par Denis Charbit), Altneuland. Nouveau pays ancien, Paris, Éditions de l'Éclat, 2004, 320 p. (ISBN 978-2-841-62093-7)Reprend la traduction de 1931, parue aux éditions PUF.
- Pays ancien, pays nouveau (Altneuland) (trad. et préfacé par Paul Giniewski), Paris, Stock, coll. « Judaïsme / Israël », 1980 (réimpr. 1998, sous le titre Le Pays Ancien-Nouveau, 366 p.  (ISBN 978-2-234-04985-7)), 326 p. (ISBN 978-2-234-01344-5)
- (en) Theodor Herzl (trad. D.S. Blondheim), Altneuland (Tel Aviv), Federation of American Zionists, coll. « Essential Texts of Zionists », 1916, 200 p. (lire en ligne)
- Theodor Herzl, Altneuland, Tel-Aviv, Babel Pubishers, 2004.

#### Études
- Naomi Carmi Vision critique et cœur brisé, Ed. Maariv, 2002
- Denis Charbit, « Retour à Altneuland. La traversée des utopies sionistes », in Theodor Herzl,  "Altneuland". Nouveau pays ancien, Paris, Éd. de l'Éclat, 2004  (ISBN 978-2-841-62093-7)
  - Rééd. en volume indépendant, Retour à Altneuland. La traversée des utopies sionistes, Paris, Éd. de l'Éclat, coll. « L'Éclat poche », 2018, 234 p.  (ISBN 978-2-841-62430-0)
- « Paul Giniewski », dans Théodore Herzl, prophète, Pays ancien Pays nouveau (Altneuland), Paris, Stock, 1980, p. 7-22
- (en) Christina Hoffmann, « Zionism and Viennese modernity Aestheticism in Theodor Herzl’s Zionist novel Altneuland », Trans - Revue de littérature générale comparée, no 16 « Littérature, Paysage et Écologie »,‎ 2013 (lire en ligne)
- Till R. Kuhnle, « L’émulation du monde ancien : Altneuland de Theodor Herzl », Germanica, vol. 31 « Le travail de réécriture dans la littérature de langue allemande au XXe siècle »,‎ 2002, p. 143-157 (lire en ligne)